# Ålesund

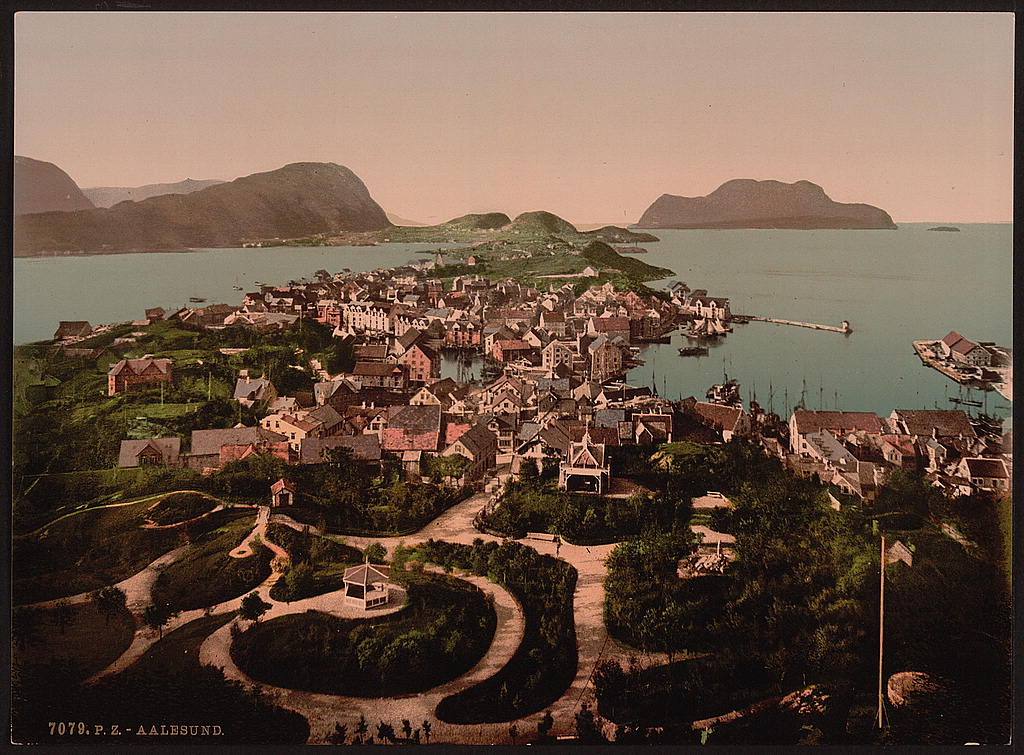
Ålesund vor dem Brand 1904

Ålesundⓘ ist eine Stadt und Kommune in der Provinz (Fylke) Møre og Romsdal in Norwegen. Das durch den Jugendstil geprägte Zentrum wie auch die Lage der Stadt und Umgebung machen diese zu einem Ziel für den Tourismus in Norwegen.

## Lage
Die Stadt liegt etwa 236 km nordnordöstlich von Bergen auf mehreren Inseln – vornehmlich Hessa im Westen, Aspøy mittig und Nørvøy im Osten – am Europäischen Nordmeer. Die Umgebung von Ålesund ist durch Fjorde, Berg- und Inselketten geprägt. Durch die Innenstadt zieht sich der die Inseln Aspøy und Nørvøy trennende Ålesundet. Das Gemeindegebiet ist wegen der Neugründung der Kommune Haram seit 2024 zweigeteilt.

## Geschichte
Erstmals urkundlich erwähnt wurde Ålesund ungefähr in der Mitte des 15. Jahrhunderts als Niederlassung Bergener Kaufleute auf ihrem Weg nach Norden. Mit königlichem Dekret vom 11. September 1793 erhielt Ålesund auf den Einsatz von Johan Lausen Bull hin Hafen- und Zollrechte. Im Jahre 1848 wurden ihr die Stadtrechte verliehen. Die Stadt wuchs in kurzer Zeit stark an und wurde so zu einem der größten Fischereihäfen Norwegens und zum größten Exporthafen für Stockfisch in Norwegen. 1864 wurde das Gefängnis Ålesund errichtet. Auf dem Gelände der Stadt bestanden ursprünglich diverse Anhöhen, die jedoch nach und nach entfernt wurden, um die Bebauung zu ermöglichen. Eine der wenigen erhaltenen Erhebungen ist der Lihaugen.
Bei dem Stadtbrand von Ålesund wurde in der Nacht zum 23. Januar 1904 fast die komplette Innenstadt zerstört. Ausgelöst durch eine umgekippte Petroleumlampe in einer Margarinefabrik brannte das Feuer über 16 Stunden lang. Rund 850 Häuser – alle nahezu komplett in Holzbauweise errichtet – wurden vollständig zerstört und über 10.000 Einwohner wurden obdachlos.
Die Stadt wurde unter anderem mit Hilfe vom Deutschen Kaiserreich wieder aufgebaut. Kaiser Wilhelm II., ein großer Norwegenverehrer, ordnete die sofortige Hilfslieferung von Lebensmitteln, Medikamenten und Baumaterialien an. Er schickte vier Schiffe der Kaiserlichen Marine zur Katastrophenhilfe, finanziert aus seinem Privatvermögen. Die entladenen Schiffe dienten den durch den Brand obdachlos gewordenen Menschen vorübergehend als Notunterkunft. An der Finanzierung beteiligten sich auch die beiden großen deutschen Reedereien, die HAPAG und der Norddeutsche Lloyd. Durch den Wiederaufbau ist Ålesund berühmt für die vollständig im Jugendstil errichtete Innenstadt. Nach einem Erlass durften neue Häuser nur noch aus Stein gebaut werden. Innerhalb von nur sieben Jahren war der größte Teil von Ålesund neu errichtet. Aus Dankbarkeit für die schnelle Hilfe ist eine der Hauptstraßen nach Kaiser Wilhelm benannt und wurde das Kaiser-Wilhelm-II.-Denkmal errichtet. Ein Ausflugsdampfer in der Bucht trägt heute noch seinen Namen (in deutscher Schreibweise) und ein Kirchenfenster in der Hauptkirche zeigt das preußische Wappen.

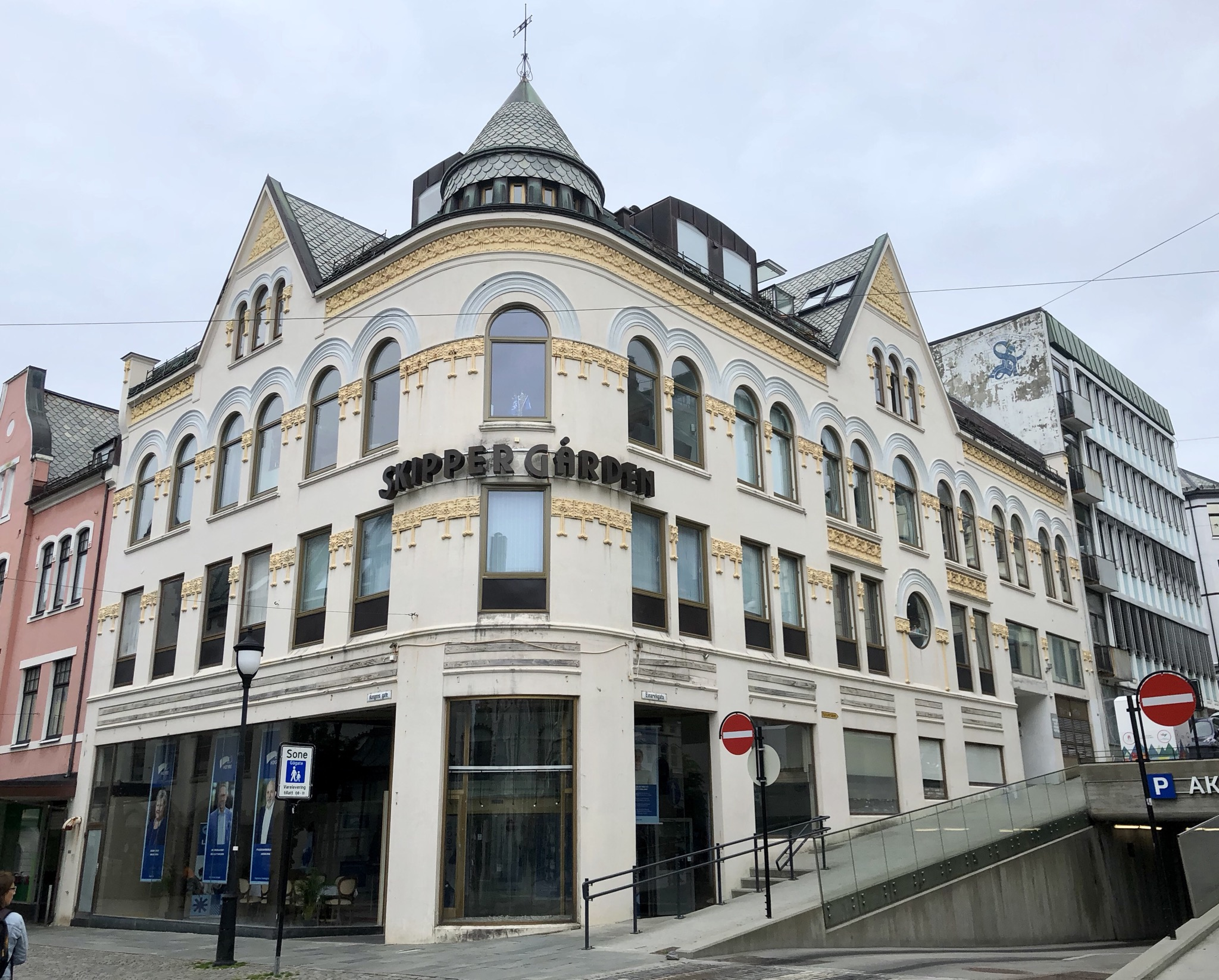
Wiederaufgebauter Skippergården, 2019

Die Bedeutung des Jugendstils als schützenswertes Gut und als bemerkenswerte und prägende Besonderheit der Stadt wurde in Ålesund in den 1970er Jahren erkannt. Es wurde begonnen, die Jugendstilbauten zu erhalten und zu pflegen. Zuvor hatte man bei Neu- bzw. Ersatzbauten keine Rücksicht auf das Jugendstilensemble genommen. Dann jedoch wurden erfolgte unsachgemäße Änderungen zum Teil wieder zurückgebaut. So erhielt das 1905 im Jugendstil errichtete Haus Kongens gate 4, dem 1960 eine moderne Fassade vorgeblendet worden war, wieder sein ursprüngliches Aussehen. Das Haus Skippergården in der Kongens gate 18 war sogar soweit verfallen, dass es in den 1970er Jahren abgerissen werden musste. Es wurde durch eine originalgetreue Kopie ersetzt.
In den 1970er Jahren wurde für den Neubau des Rathauses und des Einkaufszentrums Kremmergaarden der in der Stadt bis dahin stehende Felsen Rønneberghaugen gesprengt. Am 26. März 2008 kam es zu einem Unglück, als ein Bergschlag ein sechsstöckiges Wohnhaus zum Einstürzen brachte, wobei sechs Menschen zu Tode kamen.
Seit dem 26. November 2008 ist Ålesund Mitglied im Konvent der Bürgermeister.
Im Zuge der Kommunalreform in Norwegen wurden Ålesund, Haram, Sandøy, Skodje und Ørskog zum 1. Januar 2020 zur neuen Gemeinde Ålesund zusammengelegt. Im Juni 2022 beschloss das norwegische Nationalparlament Storting, dass Haram zum 1. Januar 2024 wieder eine eigenständige Kommune in den alten Grenzen werden sollte.

## Wappen
Das städtische Wappen von Ålesund ist ein Schildwappen und wurde 1898 erstmals genutzt. Auf rotem Grund ein silbernes Boot auf vier stilisierten Wellen mit drei Kabeljau am Boden; Das Motiv zeigt das Angeln. Der Helm zeigt eine Burgmauer mit einem zentralen großen Burgturm, flankiert von zwei kleineren Türmen.

## Wirtschaft

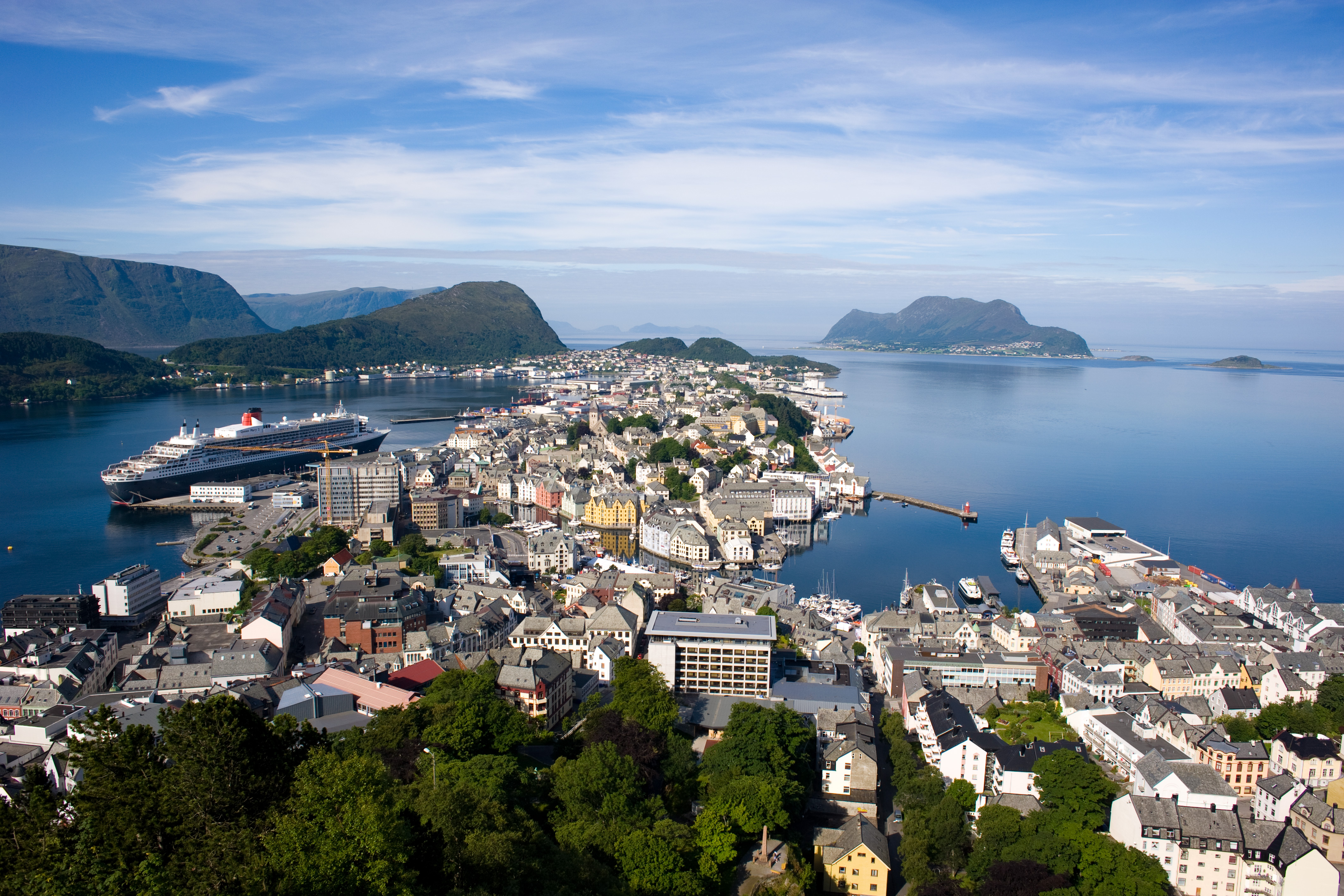
Ålesund heute, am Pier liegt die Queen Mary 2

Ålesund ist Sitz des Schiffbau-Unternehmens VARD AS, das zur italienischen Fincantieri-Gruppe gehört, dazu gehören Werften in Brasilien, Rumänien und Vietnam.

## Verkehr
Ålesund ist auf dem Landwege über ausgebaute Fernstraßen aus allen Landesteilen gut erreichbar. Die Europastraßen 136 und 6 verbinden die Stadt mit den östlichen Landesteilen und über die in Nord-Süd-Richtung verlaufende E 39 erreicht man Bergen und Trondheim.

### Flugplatz
Der Flughafen Ålesund liegt etwa 20 km außerhalb der Stadt auf der Insel Vigra.
Von dort gibt es mehrere Verbindungen nach Oslo, in andere norwegische Städte und seit 4. April 2013 auch nach Amsterdam. Zu allen Flügen gibt es korrespondierende Flugbusse von und nach Ålesund.
Die Verbindungsstraße zwischen Ålesund und dem Flughafen führt u. a. durch zwei Unterseetunnel: den Ellingsøytunnel und den Valderøytunnel.

### Hurtigruten

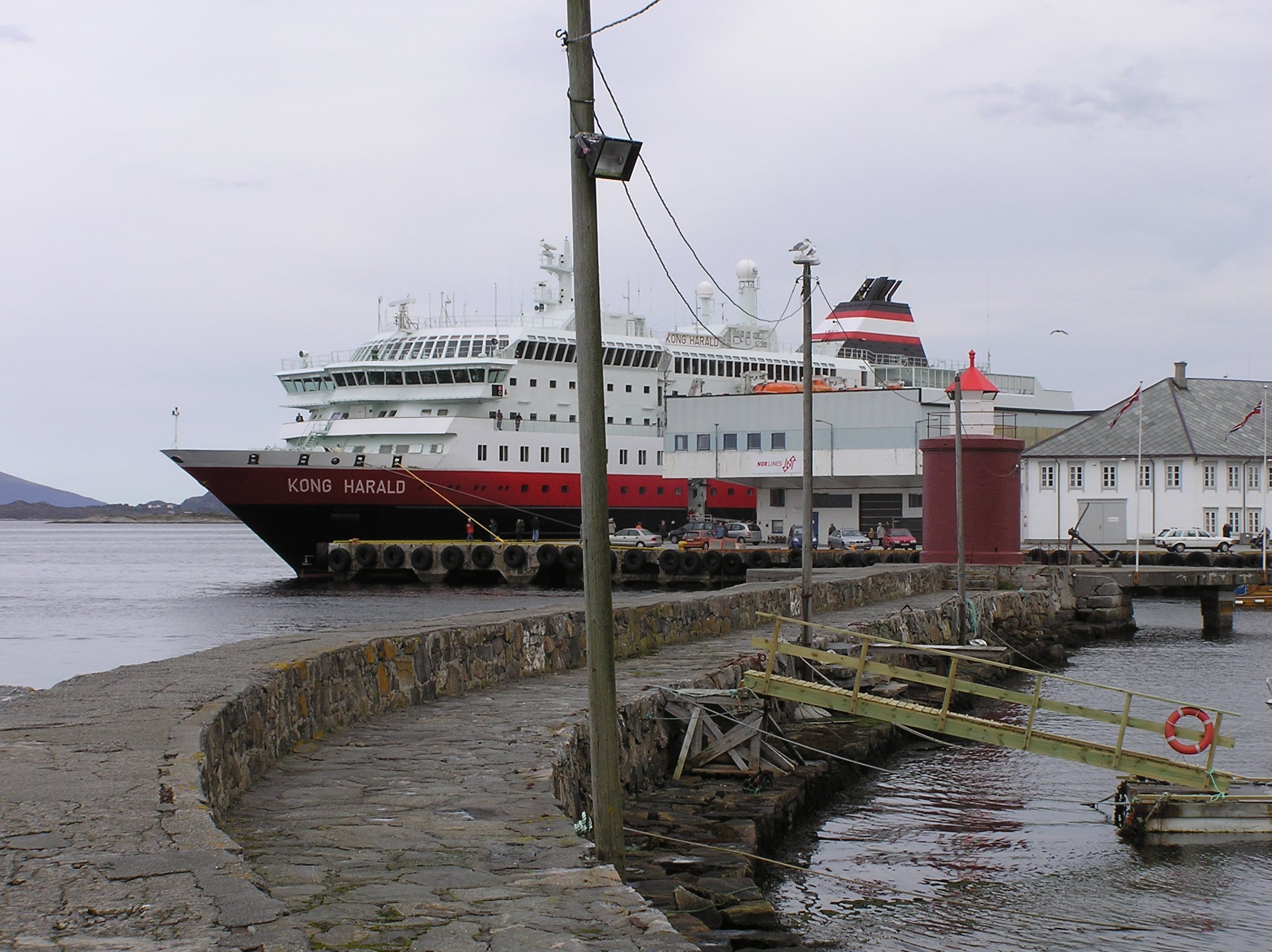
Das Hurtigruten-Schiff Kong Harald an der Außenmole von Ålesund

Ålesund ist Anlegestelle der Hurtigruten. Im Sommer halten die Schiffe nordgehend zweimal.
Wegen der Fahrgäste, die aus touristischen Zwecken die Hurtigruten fahren, fahren die Schiffe im Sommer zusätzlich von Ålesund in den Geirangerfjord und zurück nach Ålesund. Die einstige Postschiff-Flotte Norwegens versorgt außerdem nach wie vor Häfen mit Lebensmitteln und Waren.

### Bahn und Bus
Ålesund verfügt über keinen Eisenbahnanschluss, der nächstgelegene Bahnhof befindet sich im etwa 100 Kilometer entfernten Åndalsnes, der dort endenden Nebenlinie Raumabanen, die in Dombås von der Hauptlinie Oslo–Trondheim abgeht. Die Fahrtzeit von Oslo beträgt etwa 5:30 h. Vom Bahnhof Åndalsnes verkehrt mehrmals täglich ein Bus nach Ålesund. Eine direkte Buslinie gibt es auch von Bergen, an der Bahnlinie Oslo-Bergen. Weitere direkte Fernbusverbindungen bestehen nach Oslo und Trondheim.

## Sehenswürdigkeiten und Tourismus

Hafen Ålesund

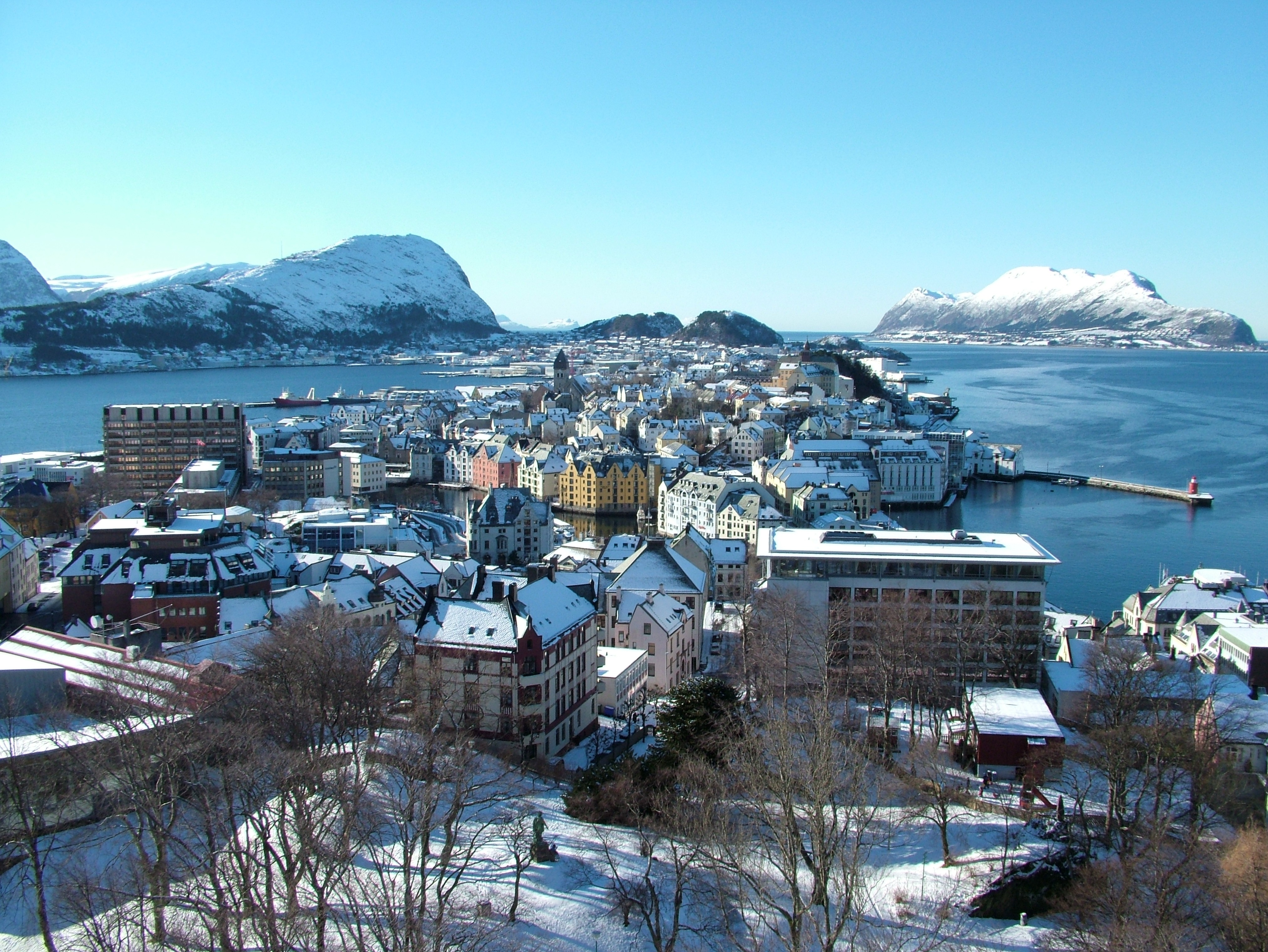
Das Stadtbild im Februar 2005

Nach dem Brand 1904 wurde Ålesund im Jugendstil neu aufgebaut und bietet ein sehenswertes Stadtbild, mit vielen Jugendstilbauten wie dem Haus der Arbeitervereinigung oder dem Haus Kongens gate 12. Im Jahr 1907 wurde das Haus Kongens gate 10B errichtet, das schmalste Haus Norwegens. Im gleichen Jahr entstand das historische Speicherhaus Rønnebergbua. 1923 entstand der neoklassizistische Bau der Freimaurerloge Ålesund. Im gleichen Jahr wurde das noch heute als Kino betriebene Løvenvold-Kino errichtet. Von der Kongens gate zur Lihaug gate führt die in den 1930er Jahren errichtete Treppenanlage Tusentrappene.
In Ålesund gibt es mit dem Atlantikpark ein Aquarium, in dem man die lokalen Fischarten anschauen kann.
Die Innenstadt ist Standort mehrerer Denkmäler und Kunstwerke. In der Kongens gate steht die 1998 errichtete Statue Avisgutten, unweit von ihr Søster og bror, am Hafen das 2013 eingeweihte Margit-Johnsen-Denkmal und das Monument over Englandsfarten von 1995. Auf dem Apotekertorget stehen die Skulpturen Fiskergutten und Sildekona. Östlich vor der Kirche von Ålesund steht das an die Gefallenen des Zweiten Weltkriegs erinnernde Denkmal De falne til minne. An den Tod von 33 Fischern im Jahre 1885 gedenkt das 1989 errichtete Denkmal Mot Havet. Vor dem Rathaus der Stadt befindet sich die Skulptur des Elfenkönigs Oberon sowie das 2014 enthüllte Joachim-Rønneberg-Denkmal.
An der Hafenmole steht der 1858 errichtete Leuchtturm Molja fyr, der heute als Hotelzimmer genutzt wird. Ihm gegenüber auf der anderen Seite des Hafens liegt das denkmalgeschützte 1860 gebaute Kaihuset. Ebenfalls vom Stadtbrand verschont blieb das Waldehuset. Als ein Wahrzeichen der Stadt gilt das denkmalgeschützte, ehemals der Fischereiwirtschaft dienende Haus Slinningbua am östlichsten Punkt der Insel Hessa.
Jedes Jahr in der Zeit um den Johannistag wird in Ålesund das Slinningsbålet, eines der höchsten Holzfeuer der Welt, entzündet.

### Stadtberg Aksla und der Stadtpark
Vom Stadtpark Ålesund aus gelangt man über 418 Stufen auf dem Stadtberg Aksla mit den Aussichtspunkten Fjellstua und Kniven. Von hier hat man eine schöne Aussicht auf die Stadt Ålesund, das Meer mit seinen Inseln und die Sunnmøre-Alpen. Im Stadtpark befindet sich das Rollo-Denkmal, ein Denkmal des Wikingers Hrolf Ganger. Gange-Rolv ist ein direkter Vorgänger von Wilhelm dem Eroberer und somit des englischen Königshauses. Weiter befindet sich im Stadtpark ein sieben Meter hoher Obelisk für den deutschen Kaiser Wilhelm II. zum Dank für die Hilfe beim Wiederaufbau der Stadt nach dem Brand 1904 und die Skulptur Gener. Auf dem Aksla steht das Kristofer-Randers-Denkmal.

### Museen der Stadt Ålesund
- Jugendstilzentrum in der Schwanenapotheke: hier wird der Brand 1904 und der Wiederaufbau im Jugendstil gezeigt.
- Ålesunds Museum, ein Museum der Stadtgeschichte
- Sunnmøre Museum, ein Freilichtmuseum mit alten Häusern, Booten und dem Wikingerschiff Borgundknarren
- Fischereimuseum Ålesund, Geschichte der Fischereistadt Ålesund
- Atlantikpark, ein großes Aquarium mit der Fauna des Europäischen Nordmeeres und der Nordsee

### Kirchen in Ålesund
- Kirche von Ålesund, gebaut 1909 mit schönen Glasmalereien. Hinter der Orgel zeigt ein Kirchenfenster das preußische Wappen (Dank an Preußen/Deutschland für die großzügige Hilfe nach dem großen Stadtbrand 1904).
- Volsdalen-Kirche, gebaut 1974
- Borgund-Kirche, gebaut 1904 auf den Resten der alten Peterskirche aus dem 12. Jahrhundert mit schönen Holzschnitzereien im Inneren.
- Spjelkavik-Kirche, gebaut 1987 mit schönen Glasmalereien
- Vår Frue kirke, katholische Kirche, bei Nørvasundet

Aus dem Jahr 1907 stammt das Ålesund bedehus im östlichen Teil der Innenstadt.

### Umgebung von Ålesund
Der Leuchtturm in der Nähe des Flughafens Vigra ist im Sommer für Besucher geöffnet. Außerdem liegt in ihr die Hochschule Ålesund. Der Geirangerfjord ist ganz in der Nähe. Die Fjordlandschaft, mit dem Geirangerfjord und dem Hjorundfjord eignet sich für Wanderurlaub. Ausgezeichnet als UNESCO Welterbe-Stätte ist die Region ein für Norwegen relevantes touristisches Reiseziel.
- Insel Runde in der Gemeinde Herøy, hier leben 100 Einwohner und im Sommer 500.000 Vögel
- Küstenmuseum Herøy, Gebäude und Geräte aus dem 19. Jahrhundert
- Eismeermuseum Aarvak in Brandal, Norwegens größtes Eismeermuseum, hier liegt auch ein Seehundfangschiff
- Hjørungavåg, Denkmal für eine Schlacht im Jahr 986.

## Städtepartnerschaften
Ålesunds Partnerstädte sind:

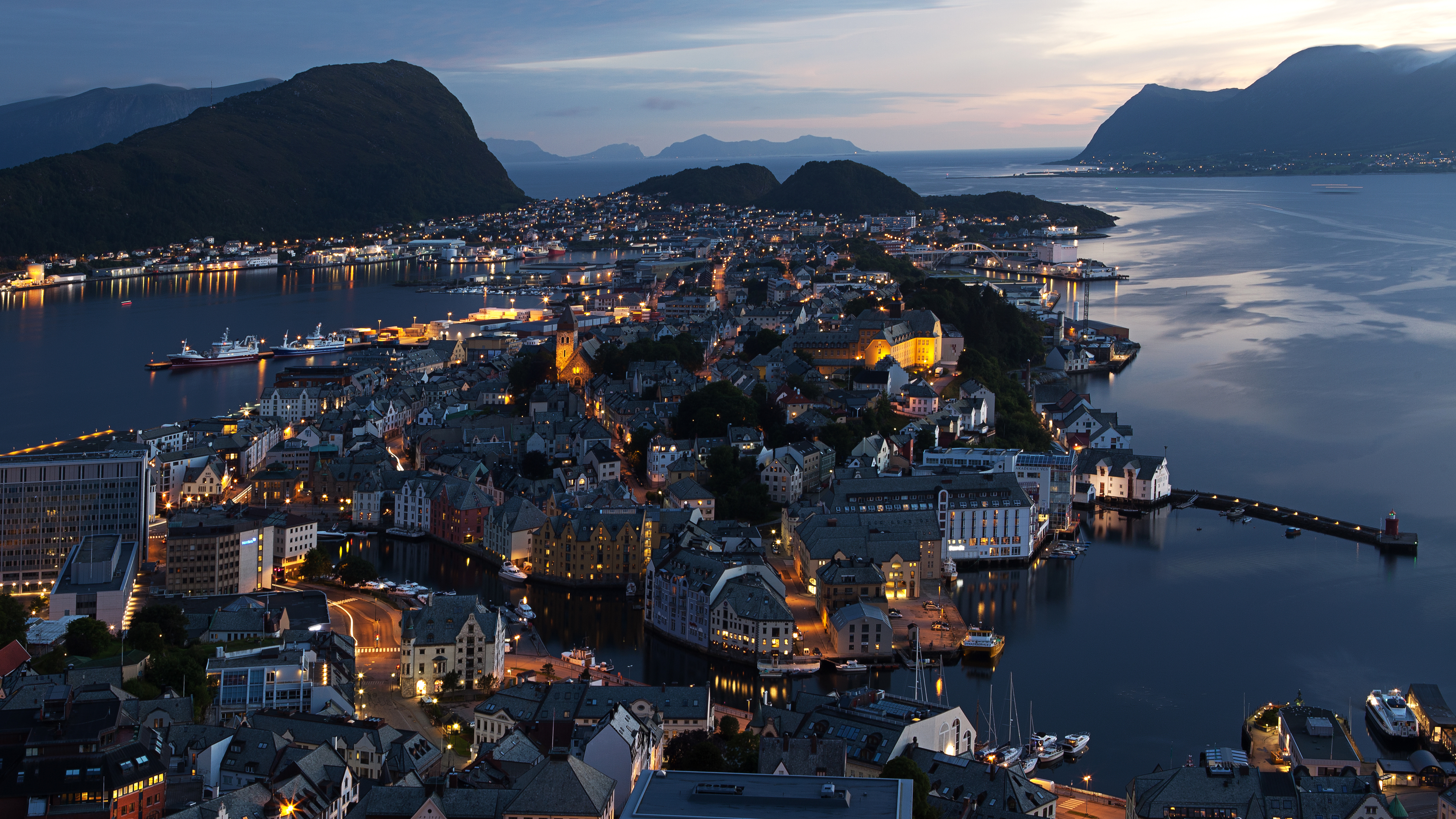
Ålesund, nachts vom Berg Aksla

| - Västerås, Schweden, seit 1947 - Lahti, Finnland, seit 1947 - Randers, Dänemark, seit 1947 - Akureyri, Island, seit 1949 | - Peterhead, Vereinigtes Königreich, seit 1967 - Borgo a Mozzano, Italien, seit 1979 - Tacoma, USA, seit 1986 - Eu, Frankreich, seit 1996 |

## Andere Städte mit gleichem Namen
Nach der Stadt wurde die Ortschaft Ny-Ålesund auf Spitzbergen benannt.